# بنجامين إيفز جيلمان
بنجامين إيفز جيلمان (بالإنجليزية: Benjamin Ives Gilman)‏ هو أمين متحف أمريكي، ولد في 1852 في نيويورك في الولايات المتحدة، وتوفي في 1933 في بوسطن في الولايات المتحدة.